# Chorde
 (janvier 2021).
Si vous disposez d'ouvrages ou d'articles de référence ou si vous connaissez des sites web de qualité traitant du thème abordé ici, merci de compléter l'article en donnant les références utiles à sa vérifiabilité et en les liant à la section « Notes et références ».
La chorde (/kɔʁd/ ou notochorde), issue du mésoderme axial, est une structure embryologique caractéristique notamment de l'embranchement des Chordés, auquel appartiennent les vertébrés. 
Elle constitue une sorte de baguette rigide mais flexible, formée de grandes cellules et située dorsalement entre le tube neural et le tube digestif. La turgescence de ces cellules fournit une pression latérale à cette baguette pour offrir à l'embryon, au cours de son développement, un axe squelettique central. La chorde est également un important centre de signalisation, produisant notamment la protéine Shh qui permet la formation du sclérotome à partir des somites ou « mésoblaste dorsal » (et donc les vertèbres) et la mise en place de l'axe dorso-ventral du tube neural.
La chorde est entourée de somites qui sont pleins et métamérisés.

## Protochordés
Chez le groupe paraphylétique des Protochordata, la notochorde est présente au moins à un stade de la vie. Ce groupe comprend trois sous-embranchements : les Hemichordata, les Urochordata et les Cephalochordata.

### Hémichordés
Chez les Stomochordata ou Hemichordata, la stomochorde est un diverticule canalaire du tube digestif situé au-dessus de la bouche et dont les cellules vacuolisées rappellent celles de la chorde des vertébrés.

### Urochordés
Chez le sous-embranchement des Urochordata ou tuniciers, la notochorde est présente chez la larve. Mais, après une métamorphose qui transforme la larve en adulte, la majorité du temps sessile, la notochorde disparaît. En effet, la larve des protochordés possède les cinq caractéristiques des Chordés, mais l'adulte perd, en plus de la notochorde, la queue post-anale et le tube neural dorsal qui est lui réduit à un simple ganglion.

### Céphalochordés
Chez le sous-embranchement des Cephalochordata, ou amphioxus, les différentes espèces conservent les cinq caractéristiques des Chordés tout au long de leur vie, dont la notochorde.

## Vertébrés

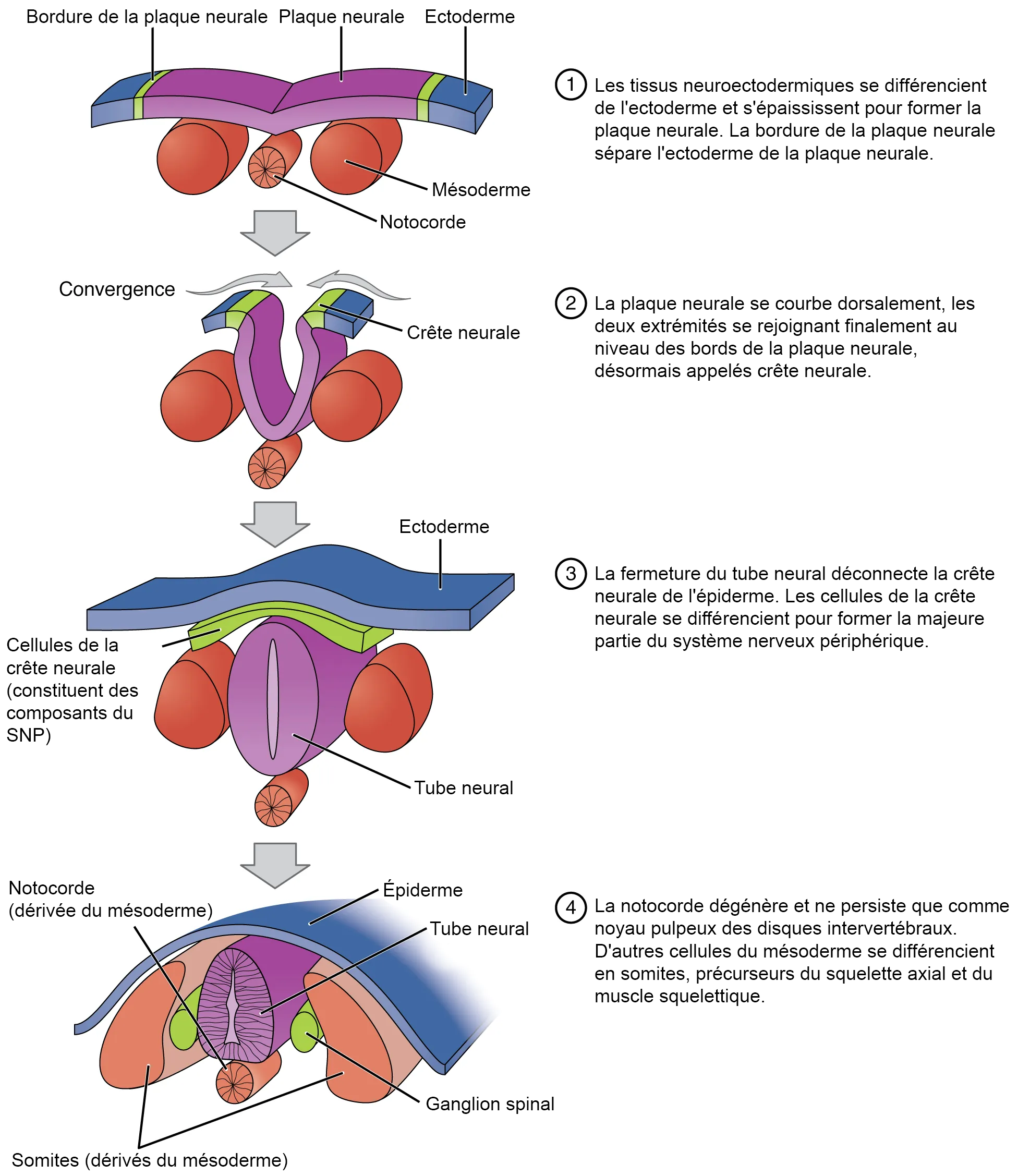
Étape de la neurulation

Ce sous-embranchement est parfois regroupé dans le groupe des Craniata ou désigné alternativement par ce même nom. Chez les vertébrés (Vertebrata), la notochorde est présente chez l'embryon. Elle persiste chez les agnathes et régresse chez l'adulte des gnathostomes. Chez les tétrapodes, elle régresse entièrement dans la région des corps vertébraux mais persiste et s'élargit dans la région des disques intervertébraux où elle forme le nucleus pulposus (noyau pulpeux, sorte de masse gélatineuse entre un anneau fibreux et deux plaques cartilagineuses) au centre de ces disques.
Les myxines conservent leur notochorde à l'état adulte. Ce qui en fait les seuls animaux sans colonne vertébrale à posséder un crâne (squelette).

### Embryologie humaine
Il présente trois stades chez l'humain[réf. souhaitée] :
- au 16e jour de développement : canal chordal ;
- au 17e jour de développement : plaque chordale ;
- au 18e jour de développement : chorde pleine (cordon ; c'est le début de la colonne vertébrale).

La chorde donnera les noyaux des disques intervertébraux (ou nucleus pulposus) et est considérée en conséquence comme métamérisée.

## Présence de chorde dans d'autres embranchements
Certaines études ont montré la présence d'une chorde chez d'autres embranchements que les chordés. Remettant en cause la classification classique selon laquelle les chordés seraient les seuls à posséder une chorde. 